# KET-T
Der KET-T (russisch КЭТ-Т, kurz für Колесный эвакуационный тягач - тяжелый; Deutsch: „Bergeradfahrzeug schwer“) ist ein sowjetisches Berge- und Abschleppfahrzeug auf Basis des schweren Zugfahrzeuges MAZ-537G. Eine modernisierte Variante basiert auf dem Modell KZKT-7428 Russitsch. Der KET-T dient als fahrende Werkstatt und hat die Aufgabe, schwere Radfahrzeuge im Gelände zu bergen.

## Entwicklungsgeschichte
Die Entwicklungsarbeiten an einem schweren Bergefahrzeug auf Basis des MAZ-537 begannen Mitte der 1980er-Jahre an diversen Forschungsinstituten der UdSSR. Das Ergebnis war der KET-T, der auf dem bewährten Chassis des MAZ-537G konstruiert wurde. Von 1987 bis 1990 erfolgte die Produktion im Zentralen Automobilreparaturwerk 172 (172 ЦАРЗ) in Woronesch. In den 1990er-Jahren erfolgte die Produktionsumstellung auf das Chassis der KZKT-7428-Zugmaschine vom Kurganski Sawod Koljosnych Tjagatschei. Genauere Produktionszahlen sind nicht bekannt. In wenigen Quellen wird die auf dem KZKT-7428 basierende Version als KET-TM bezeichnet.
Der KET-T ist nur in der russischen Armee im Einsatz und wird zum Begleiten größerer militärischer Konvois eingesetzt.

## Technik

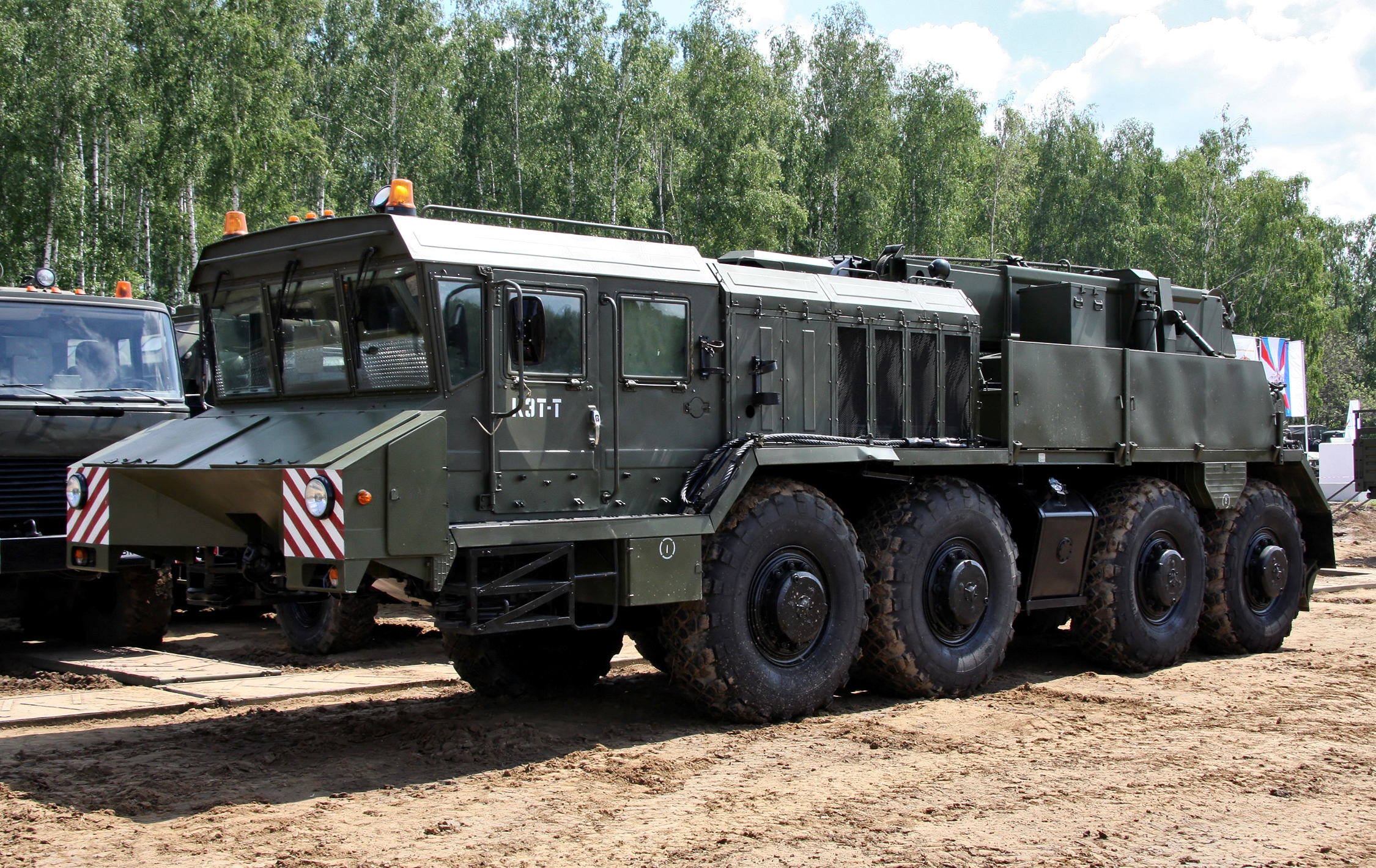
KET-T auf KZKT-7428-012-Fahrgestell

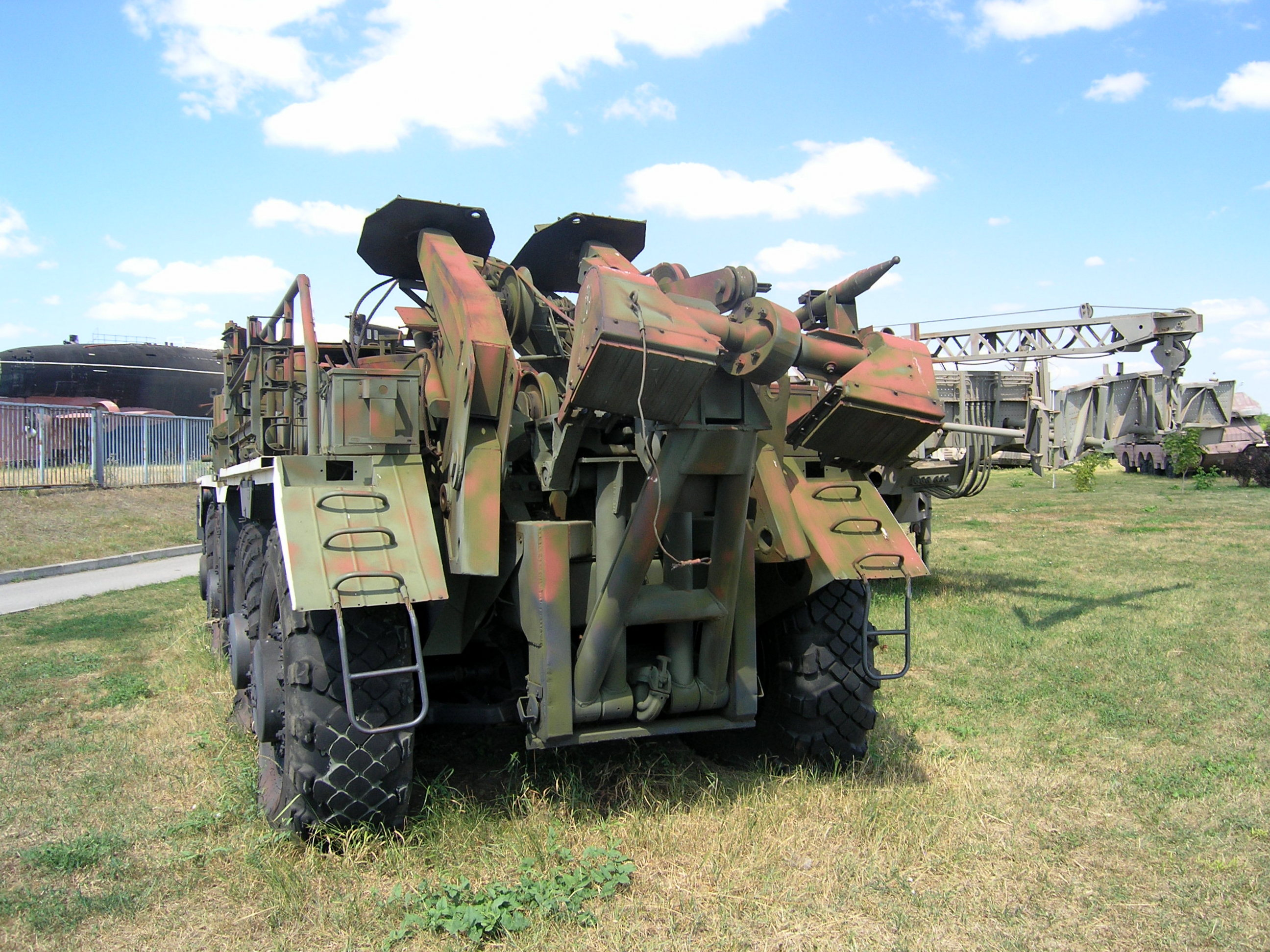
Der KET-T von hinten: zu erkennen sind die beiden hochgeklappten Erdsporne und die Abschleppvorrichtung

Der KET-T ist ein vierachsiges Allrad-Abschleppfahrzeug, das liegen gebliebene Militär-LKW der Hersteller GAZ, ZIL, Ural, KAMAZ, KrAZ, BAZ, MZKT und MAZ reparieren oder abschleppen soll. Zum Ziehen der Fahrzeuge wurden eine spezielle Hebe- und Stützvorrichtung sowie eine Winde mit einer Zugkraft von 147 kN mit Ausleger eingebaut (Seillänge 100 m). Die Winde ist direkt über dem Getriebe des LKW auf einem verstärkten Hilfsrahmen montiert. Sie wird durch einen Nebenantrieb über eine Kardanwelle in Bewegung gesetzt. Der KET-T hat zwei absenkbare Erdsporne am Fahrzeugheck, die beim Einsatz der Winde für Stabilität sorgen. Die Winde lässt sich aus dem Fahrerhaus bedienen. Mithilfe einer Abschleppbrille können nicht mehr fahrtüchtige Fahrzeuge an der Vorder- oder Hinterachse angehoben und abgeschleppt werden. Die maximale Traglast beträgt hierbei 25 Tonnen. An der Fahrzeugfront hat das KET-T eine verstärkte Stoßstange aus Betonteilen, um beschädigte Fahrzeuge zu schieben. Weitere Ausrüstung wie Schweißgeräte werden im Fahrzeug mitgeführt.
Das Basisfahrzeug treibt ein 12-Zylinder-Dieselmotor an. Beim MAZ-537G und beim KZKT-7428-012 ist es ein Zwölfzylinder-Saugdieselmotor des Typs D12A-525, der mit seinen 38,88 Litern Hubraum 386 kW (525 PS)  leistet. Damit erreicht das Abschleppfahrzeug maximal 55 km/h.